# Віллі Оленбург
Віллі Оленбург (нім. Willy Ohlenburg; 12 березня 1915, Брауншвейг — 4 травня 1964) — німецький офіцер-підводник, оберлейтенант-цур-зее крігсмаріне (1 грудня 1943).

## Біографія
З 3 грудня 1943 по 6 вересня 1944 року — командир підводного човна U-19, на якому здійснив 5 походів (разом 130 днів у морі).
Всього за час бойових дій потопив 2 кораблі загальною водотоннажністю 1441 тонну.
| Дата           | Назва корабля | Тип             | Тоннаж | Екіпаж | Загинули | Країна |
| -------------- | ------------- | --------------- | ------ | ------ | -------- | ------ |
| 27 червня 1944 | Баржа №75     | Баржа           | 1,000  | 5      | 4        | СРСР   |
| 2 вересня 1944 | БТСЦ-410 №25  | Мінний тральщик | 441    | ?      | ?        | СРСР   |